# ライフガーデン茂原
ライフガーデン茂原（ライフガーデンもばら）は千葉県茂原市にあるネイバーフッド型ショッピングセンター（NSC：小商圏型SC）である。2014年（平成26年）10月に、三井化学茂原工場六ツ野社宅跡地にグランドオープン。

## 店舗
- 蔦屋書店
- カスミ
- ウエルシア薬局
- ダイソー
- シュープラザ
- びっくりドンキー
- タリーズコーヒー
- メガネストアー
- カーブス
- ゲームスクエア
- ライフガーデン茂原整骨院
- ライフガーデン茂原歯科
- ライフガーデン茂原散髪店